# Offensiv!
Offensiv! – album studyjny Toroidh, wydany w 2004 roku przez wytwórnię Eternal Soul Records. 

## Lista utworów
1. "The Return of Yesterday" - 13:22
2. "Untitled" - 0:36
3. "Europe Is Dead" - 4:44
4. "Dr Weiskopf" - 4:19
5. "Untitled" - 0:34
6. "For the Fallen Ones" - 3:48
7. "Hail Wermland" - 3:58
8. "Untitled" - 0:34
9. "Start Over Act 1" - 3:28
10. "Start Over Act 2" - 3:58
11. "Start Over Act 3" - 3:35
12. "Bunkerghost" - 4:04
13. "Untitled" - 0:34
14. "Untitled A" - 4:49
15. "Untitled B" - 3:36